# 魏略
『魏略』（ぎりゃく）は、中国三国時代の魏を中心に書かれた歴史書。後に散逸したため、清代に王仁俊が逸文を集めて輯本を編したが、はなはだ疎漏であったため張鵬一が民国11年（1922年）に再び編した。著者は魚豢（ぎょかん）である。魚豢については事績が伝わっておらず、『魏略』の作者であること以外はほとんど分かっていない。『三国志』の裴松之注に引用され残る文により、劉表と面識があったこと、その後魏に仕えたことが記述されている程度である。

## 特徴
成立年代は魏末から晋初の時期と考えられるが具体的には諸説ある。劉知幾は「（記載の対象とした）事績は明帝期で止まっている」とするが、実際はそれ以降の記事もあり、最も新しいと思われるのは『三国志』賈逵伝注に引く甘露2年の記事であるため、これ以降に書が完成したか製作が中断したものと思われる。また、魏や晋の重要人物の諱を使用していることが指摘されている。
また、魚豢の『典略』との関わりが指摘されている。『隋書』経籍志には「典略89巻」と記載されており、『旧唐書』経籍志には「魏略38巻」「典略50巻」とあることから、姚振宗は「この（隋書にある典略）89巻は、旧唐志の魏略38巻と典略50巻のことである。両書を合わせると88巻となる。もとの書籍には目録が1巻あったかもしれず、そのため1巻分多く出てきているのだ」として、魏略はもともと典略に含まれていたと主張する。また、章宗源は「魏略はただ曹魏を記した。ゆえに書名に魏という言葉を使ったのだ」「（典略は）記載範囲が広いうえ体裁も雑多であるのだから、魏略とは違う時代を対象として書物をなしたのだ」として、『魏略』は魏王朝を対象とした書、『典略』はそれ以外の王朝を対象にした書であると主張する。この二つの説を綜合すると、もともと古代から魏朝までの通史として『典略』があったが、この中の魏王朝について記した部分だけが独立して『魏略』と呼ばれるようになり、その他の部分が『典略』として残ったということになる。
記述は魏国内や関中軍閥などに詳しいが、遠方についてはあまり書いていないとする風評もある事から、生身の証言を重視したと解されているようである。しかし、外国に関する記述は、現存する当時の文献ではもっとも詳しく、邪馬台国や大秦国（ローマ帝国か）への言及もあると解されている。特に、西域諸国については、裴松之が魏書第三十巻の末尾に魏略「西戎伝」のほぼ全文を添付し、以後、三国志の一部として確実に継承されたので、西域に関する良質な資料として参照することができる。『魏略』に対する定評と異なり、「西戎伝」は後漢時代の西域事情を忠実に収録しているため、笵曄の「後漢書」に先立つ後漢代西域記事であり、そのため、中国側の文献では現存最古の史料であるが、中国の皇帝専制支配とは異なる、元老院の存在などを示唆した記述があると見られている（内容については大秦#魏略を参照）。
魏略について劉知幾は「巨細ことごとく載せ、蕪累甚だ多し」と、内容繁雑であるとして批判している。一方で高似孫は「特に筆力有り」と高く評価している。

## 倭について
魏略には、邪馬台国時代の倭国に関する記述が多く残っていることから、邪馬台国の研究者たちの注目を浴びている。倭国に関する逸文が残っているのは、『三国志』裴注、『漢書』師古注、『翰苑』、『北戸録』、『魏書』、『法苑珠林』などである。
そのうち『三国志』東夷伝倭人条に引く逸文では、「倭」について、

「其俗不知正歳四節但計春耕秋収爲年紀」

その俗、正歳四節を知らず。ただ春耕秋収を計って年紀と為す

との記述から、春の耕作と秋の収穫を1サイクルとして今の半年を一年として数えていたという意見がある。一方でこの記述は「春に耕し秋に収穫するのを一年と大ざっぱに考えている」と述べているだけで、この記述をもって史書に記された年数を二倍に解釈するのは牽強付会との意見もある。
また、『翰苑』巻30の逸文に、倭人の出自について
「自帯方至女國万二千余里 其俗男子皆黥而文 聞其旧語 自謂太伯之後 昔夏后小康之子 封於会稽 断髪文身 以避蛟龍之害 今倭人亦文身 以厭水害也」

と、自ら太伯（たいはく）の後と称していたとある。